# Buschdorf
Buschdorf (en luxemburguès: Bëschdref; en alemany: Buschdorf) és una vila de la comuna de Boevange-sur-Attert situada al districte de Luxemburg del cantó de Mersch. Està a uns 18 km de distància de la ciutat de Luxemburg.